# 哈姆登 (密蘇里州)
哈姆登（英語：Hamden）是位於美國密蘇里州沙里頓縣的非建制地區。

## 歷史
哈姆登的郵局於1874年設立，其後於1953年停運。

## 地理
哈姆登所處的海拔為高於海平面226米（即741英呎），而該地所採用的時區為UTC-6，即北美中部時區（CST）。同時該地設有夏令時間，為UTC-6調快一小時，即UTC-5（CDT）。